# Techniti Limni Kerkinis - orοs Krousia
Techniti Limni Kerkinis - orοs Krousia este o arie protejată (arie de protecție specială avifaunistică — SPA) din Grecia întinsă pe o suprafață de 27.421,15 ha, integral pe uscat.

## Localizare
Centrul sitului Techniti Limni Kerkinis - orοs Krousia este situat la coordonatele 41°10′46″N 23°05′44″E / 41.179336°N 23.095665°E.

## Înființare
Situl Techniti Limni Kerkinis - orοs Krousia a fost declarat arie de protecție specială avifaunistică în februarie 1988 pentru a proteja 140 de specii de animale.

## Biodiversitate
Situată în ecoregiunea mediteraneană, aria protejată nu include niciun habitat protejat.
La baza desemnării sitului se află mai multe specii protejate de  păsări (140): uliu cu picioare scurte (Accipiter brevipes), lăcar-de-rogoz (Acrocephalus schoenobaenus), lăcar-de-lac (Acrocephalus scirpaceus), fluierar de munte (Actitis hypoleucos), minunița (Aegolius funereus), ciocârlie-de-câmp (Alauda arvensis), pescăruș albastru (Alcedo atthis), rață sulițar (Anas acuta), Anser albifrons albifrons, gârliță mică (Anser erythropus), fâsă-de-câmp (Anthus campestris), fâsă de luncă (Anthus pratensis), fâsă de pădure (Anthus spinoletta), fâsă de pădure (Anthus trivialis), lăstunul mare (Apus apus), Apus pallidus, stârc cenușiu (Ardea cinerea), ciuf de câmp (Asio flammeus), ciuf-de-pădure (Asio otus), rață-cu-cap-castaniu (Aythya ferina), rața moțată (Aythya fuligula), gâsca cu piept roșu (Branta ruficollis), buha (Bubo bubo), pasărea ogorului (Burhinus oedicnemus), șorecarul comun (Buteo buteo), ciocârlie-cu-degete-scurte (Calandrella brachydactyla), Calidris alba, fugaci de țărm (Calidris alpina), fugaci roșcat (Calidris ferruginea), fugaci mic (Calidris minuta), bătăuș (Calidris pugnax), fugaci pitic (Calidris temminckii), caprimulg (Caprimulgus europaeus), prundăraș de sărătură (Charadrius alexandrinus), prundaș gulerat mare (Charadrius hiaticula), chirighiță-cu-aripi-albe (Chlidonias leucopterus), șerpar (Circaetus gallicus), erete vânăt (Circus cyaneus), erete alb (Circus macrourus), acvilă țipătoare (Clanga clanga), prepeliță (Coturnix coturnix), cuc (Cuculus canorus), gușă vânătă (Cyanecula svecica), Cygnus columbianus bewickii, lebădă de iarnă (Cygnus cygnus), lebădă de vară (Cygnus olor), lăstun de casă (Delichon urbicum), ciocănitoare cu spate alb (Dendrocopos leucotos), ciocănitoare de grădină (Dendrocopos syriacus), ciocănitoare neagră (Dryocopus martius), egretă mică (Egretta garzetta), Emberiza caesia, presură de grădină (Emberiza hortulana), Emberiza melanocephala, Eudromias morinellus, șoim dunărean (Falco cherrug), șoim de iarnă (Falco columbarius), Falco eleonorae, șoim călător (Falco peregrinus), șoimul rândunelelor (Falco subbuteo), vânturel de seară (Falco vespertinus), muscar-gulerat (Ficedula albicollis), muscar negru (Ficedula hypoleuca), muscar (Ficedula parva), Ficedula semitorquata, cinteză (Fringilla coelebs), Gallinago media, cufundar polar (Gavia arctica), cufundar mic (Gavia stellata), cocor (Grus grus), scoicar (Haematopus ostralegus), piciorong (Himantopus himantopus), frunzăriță galbenă (Hippolais icterina), Hippolais olivetorum, rândunică (Hirundo rustica), Hydrocoloeus minutus, stârc pitic (Ixobrychus minutus), capîntortură (Jynx torquilla), sfrâncioc roșiatic (Lanius collurio), sfrânciocul cu frunte neagră (Lanius minor), Lanius nubicus, sfrâncioc cu cap roșu (Lanius senator), Leiopicus medius, sitar de mal nordic (Limosa lapponica), sitar de mâl (Limosa limosa), ciocârlie de pădure (Lullula arborea), privighetoare (Luscinia megarhynchos), rață fluierătoare (Mareca penelope), Mergellus albellus, Mergus serrator, prigoare (Merops apiaster), cormoran mic (Microcarbo pygmaeus), gaia roșie (Milvus milvus), codobatură galbenă (Motacilla alba), codobatură de munte (Motacilla cinerea), codobatura galbenă (Motacilla flava), muscar sur (Muscicapa striata), stârc de noapte (Nycticorax nycticorax), pietrar mediteranean (Oenanthe hispanica), grangur (Oriolus oriolus), ciuf-pitic (Otus scops), Oxyura leucocephala, vultur pescar (Pandion haliaetus), vrabie negricioasă (Passer hispaniolensis), viespar (Pernis apivorus), notatița cu ciocul subțire (Phalaropus lobatus), flamingo roz (Phoenicopterus roseus), codroș de munte (Phoenicurus ochruros), codroșul de pădure (Phoenicurus phoenicurus), pitulice de munte (Phylloscopus collybita), pitulice sfârâitoare (Phylloscopus sibilatrix), pitulice-fluierătoare (Phylloscopus trochilus), ciocănitoare verzuie (Picus canus), ploier auriu (Pluvialis apricaria), ploier argintiu (Pluvialis squatarola), corcodel-urechiat (Podiceps auritus), cresteț pestriț (Porzana porzana), lăstun de mal (Riparia riparia), mărăcinar (Saxicola rubetra), Spatula clypeata, chiră de baltă (Sterna hirundo), chiră mică (Sternula albifrons), turturică (Streptopelia turtur), graur (Sturnus vulgaris), silvie roșcată (Sylvia cantillans), silvie-mică (Sylvia curruca), Tachymarptis melba, spârcaci (Tetrax tetrax), fluierar negru (Tringa erythropus), fluierar de mlaștină (Tringa glareola), fluierar cu picioare verzi (Tringa nebularia), fluierarul de zăvoi (Tringa ochropus), fluierar de lac (Tringa stagnatilis), fluierarul cu picioare roșii (Tringa totanus), mierlă (Turdus merula), sturz-cântător (Turdus philomelos), pupăză (Upupa epops), Xenus cinereus, Zapornia parva, Zapornia pusilla.
Pe lângă speciile protejate, pe teritoriul sitului au mai fost identificate 4 specii de plante, 11 specii de păsări, 8 specii de amfibieni, 3 specii de nevertebrate, 1 specie de pești, 5 specii de reptile.